# Johan Bothenius Lohman
Johan Bothenius Lohman (Oudkerk op Sminiastate, 31 maart 1887 – Naarden, 17 augustus 1977) was een Nederlands burgemeester.
Bothenius Lohman was een zoon van mr. Willem Carel Lohman en jonkvrouw Clara van Sminia (1857-1887). Hij werd geboren met de familienaam Lohman, bij KB nummer 29 van 28 juli 1926 werd de familienaam veranderd in Bothenius Lohman. De naam Bothenius werd ontleend aan zijn voormoeder Ida Elisabeth Bothenius (1706-1756) die getrouwd was met de Groninger kolonel Jan Lohman (1701-1786).
Hij promoveerde in Leiden tot doctor in de rechten (1912). In 1914 werd hij burgemeester van de gemeente Tietjerksteradeel. Hij was daarnaast kantonrechter-plaatsvervanger in het kanton Bergum.
In 1920 werd Bothenius Lohman burgemeester van Assen. Toen in 1940 de Duitsers Nederland binnenvielen riep de burgemeester de gemeenteraad op om “trouw te blijven aan het Huis van Oranje, hopende en vertrouwende op de toekomst”. Op last van de bezetter werd hij afgezet. Na de oorlog was hij van 1945-1949 opnieuw burgemeester van Assen. Bij zijn pensionering werd Bothenius Lohman benoemd tot ereburger van Assen. In deze stad werd de Burgemeester J. Bothenius Lohmanweg naar hem vernoemd.